# 4-Hidroksi-3-metoksimetamfetamin
4-Hdroksi-3-metoksimetamfetamin (HMMA) je aktivni metabolit 3,4-metilendioksimetamfetamina (MDMA).